# Cryptocephalus cruciger
Cryptocephalus cruciger is een keversoort uit de familie bladkevers (Chrysomelidae). De wetenschappelijke naam van de soort werd in 1922 gepubliceerd door Hellen.